# Ṭ
Ṭ, ṭ, litera alfabetu łacińskiego składająca się z litery T z kropką poniżej tej litery, w transkrypcji języków afroazjatyckich reprezentuje "emfatyczne t".
W przeszłości litera ta używana była także w transkrypcji retrofleksyjnego T w języku jawajskim, ale obecnie dźwięk ten zapisywany jest jako "th".